# Adnan Šećerović
Adnan Šećerović (Živinice, 1 december 1991) is een Bosnisch voetballer die als aanvaller of middenvelder speelt.

## Clubcarrière
Šećerović begon met voetbal in de jeugd bij NK Slaven Živinice. In 2003 ging zijn familie naar Zweden waar hij in Sundsbruk terechtkwam. Hij ging daar spelen bij Sund IF. Na drie jaar kreeg zijn familie geen verblijfsvergunning en gingen ze terug naar Bosnië. Šećerović ging weer voor Slaven Živinice spelen waar hij op jonge leeftijd ook in het eerste elftal speelde. In 2007 was hij, op vijftienjarige leeftijd, op proef bij zowel Roda JC als AFC Ajax maar kreeg geen contract aangeboden.
In de zomer van 2008 bereikte Roda met zowel de speler als zijn club een akkoord over een transfer. Aangezien hij nog geen achttien jaar was, bleef hij voor Slaven Živinice spelen. In december 2009 tekende hij alsnog zijn contract en in de winterstop van het seizoen 2009/10 zou hij bij Roda komen. Slaven Živinice weigerde echter om hem te laten gaan en pas op 5 maart kon hij bij Roda aan de slag. Op 3 april 2010 maakte hij als invaller zijn debuut in de eredivisie in de thuiswedstrijd tegen RKC Waalwijk. Alle rechten van de speler waren door Roda JC ondergebracht bij Nol Hendriks die zowel de transfersom als het salaris van Šećerović betaalde.
In het seizoen 2010/11 werd Šećerović verhuurd aan N.E.C.. Daar kwam hij niet aan spelen toe en in het seizoen 2011/12 werd hij door Roda aan Fortuna Sittard uitgeleend. Hij debuteerde voor Fortuna als invaller voor Danny Hoesen in de tweede helft van de verlenging in de thuiswedstrijd om de KNVB Beker tegen zijn oude club N.E.C.. Ook het seizoen 2012/13 zou hij in Sittard blijven. Op 16 december werd met wederzijds instemmen de huurovereenkomst ontbonden en keerde Šećerović terug naar Roda JC. Aan het einde van het seizoen zat hij enkele malen op de bank bij de selectie. In het seizoen 2013/14 werd hij verhuurd aan MVV Maastricht.
In de zomer van 2014 ging hij transfervrij naar FK Sloboda Tuzla. In januari 2015 tekende hij een contract bij Austria Lustenau uit Oostenrijk tot medio 2018. In juli 2015 ging hij echter voor FK Radnik Bijeljina spelen. In 2016 tekende hij een contract voor twee seizoenen bij FK Željezničar Sarajevo. In januari 2017 ging hij naar FK Mladost Doboj Kakanj. Vanaf medio 2018 speelde hij bij FK Tuzla City en per januari 2019 komt hij in Griekenland uit voor AE Larissa. In november 2020 werd zijn contract ontbonden. Vanaf januari 2021 speelt hij voor Riga FC. Nadat hij de tweede helft van 2021 in Armenië voor Pjoenik Jerevan speelde, ging hij begin 2022 naar FK Sarajevo.

## Interlandcarrière
Šećerović speelde driemaal in het Bosnisch voetbalelftal onder 17. Hij maakte op 1 februari 2018 zijn debuut voor het Bosnisch voetbalelftal als invaller na 75 minuten voor Elvis Sarić in een vriendschappelijke wedstrijd tegen Mexico (1-0 nederlaag) die gespeeld werd in de Alamodome in San Antonio in de Verenigde Staten.

## Erelijst
- Bosnische voetbalbeker: 2015/16
- Beker van de Republika Srpska: 2015/16
- Kampioen Druga liga FBiH – Sjever: 2008/09